# Brainkofen
Brainkofen ist ein Weiler der Gemeinde Iggingen im Ostalbkreis in Baden-Württemberg.

## Beschreibung
Der kleine Weiler liegt etwa 500 Meter nordwestlich von Iggingen. Im Osten des Ortes liegt ein Industriegebiet. Durch den Ort verläuft die L 1075.
Im Ort entspringt der Brainkofener Bach, der in Leinzell in die Lein mündet.
Naturräumlich liegt der Ort im Vorland der östlichen Schwäbischen Alb, genauer auf den Liasplatten über Rems und Lein.

## Geschichte
Der Ort wurde erstmals 1288 als „Brunenkoven“ erwähnt, 1297 folgte die Erwähnung als „Brunikoven“. 1288 verkaufte der Gmünder Bürger Ludwig Hezzo ein Gut im Ort an das Kloster Gotteszell. Dominikanerkloster und Spital Gmünd erwarben im 15. Jahrhundert Güter und Rechte. Ein Hof stand unter pfälzischer Lehenshoheit (daher „Heidelberger Hof“ genannt). Von den Schenken von Limpurg kamen 1557 Güter an die Reichsstadt Gmünd, die nun bis auf den Heidelberger Hof alle Hoheitsrechte innehatte. 1802/03 kam der Gmünder Teil des Ortes an das Königreich Württemberg, der Rest folgte 1806.